# Suolahti
Suolahti este o fostă comună din Finlanda.